# Iwa Raffay

Iwa Raffay um 1920

Iwa Raffay (auch Hanna Raffay; * 6. April 1881 als Johanna Františka Lhotka in Prag, Österreich-Ungarn; † 26. August 1948) war eine österreichisch-tschechoslowakische Schauspielerin, Regisseurin, Filmproduzentin und Drehbuchautorin.

## Leben und Wirken
Die geborene Johanna Lhotka war eine Tochter des Bäckermeisters Alois Lhotka und seiner Frau Henriette, geb. Brabec. Ihre Schulbildung fand am Internat Jenny Kirschbaum (später Beneschowsky) statt, dort erhielt sie eine deutsch-französische Erziehung.
1899 heiratete sie den Postbeamten Josef Škorpil. Die Ehe, aus der ein Sohn und eine Tochter hervorgingen, wurde 1906 geschieden. Von 1908 bis 1909 studierte sie Kunst-, Kulturwissenschaften und Literatur in Prag, London und München. Nach diesem Studium entschied sie sich, Schauspielerin zu werden und ließ sich von Fritz Basil vom Hoftheater München zur Bühnendarstellerin ausbilden. 1910 wechselte sie nach Berlin an Max Reinhardts Deutsches Theater. Nebenbei nahm sie privaten Schauspielunterricht bei Eduard von Winterstein. Um diese Zeit war sie mit dem Schriftsteller Robert Raffay liiert und trug seit damals den Künstlernamen Hanna Raffay, den sie später zu Iwa Raffay adaptierte.
Von Berlin ging sie ans Hoftheater Darmstadt und wechselte dann zu Louise Dumont ans Düsseldorfer Schauspielhaus. Da ihr die Schauspielerei nicht zusagte, nahm sie erneut ihre kunsthistorischen Studien auf und begann gleichzeitig, als Schriftstellerin zu arbeiten.
Noch vor dem Ersten Weltkrieg knüpfte sie ihren ersten Kontakt zum Film. 1913 wurde ihr Buch Die Berliner Range von Max Mack und der Vitascope verfilmt. Ihre Autorenschaft blieb dabei ohne Erwähnung. Daraufhin kehrte sie vorübergehend an die Bühne zurück und ging um 1917 mit Reinhardts Produktion Orestie auf Tour durch die Schweiz. Im Kriegswinter 1917 wurde sie, unterernährt und völlig entkräftet, in das Krankenhaus St. Norbert in Berlin-Schöneberg eingewiesen.
Bei Kriegsende 1918 begann sie Drehbücher für die Union-Film, die Deulig-Film und die Bioscop anzufertigen. Im selben Jahr führte sie das erste Mal Filmregie bei Nur ein Schmetterling und gründete ihre eigene Produktionsfirma, die Iwa Raffay-Film-Gesellschaft, für die sie in neun Filmen sowohl die Regie führte als auch das Drehbuch schrieb. 1921 wurde die Iwa Raffay Film AG (1921–1927) gegründet, an der sie als Aktionärin beteiligt war. Durch Beschluss der Generalversammlung vom 16. Oktober 1923 wurde sie Mitglied des Vorstands. Ihre Regiearbeit Der Hirt von Maria Schnee (1919) wurde 1922 zum Kassenerfolg in den USA.
Seit den 1930er Jahren geriet Iwa Raffay immer mehr in ökonomische Bedrängnis; sie schrieb Texte für Zeitschriften und den Rundfunk. Ein von ihr gestellter Antrag auf finanzielle Unterstützung durch die Goebbels-Stiftung „Künstlerdank“ wurde 1939 abschlägig beschieden, da sie von den braunen Machthabern als typische Repräsentantin der sogenannten Systemzeit, der Weimarer Republik, geschmäht wurde.
1943 wurden von der Berlin-Film zwei adaptierte Drehbuchvorlagen von Iwa Raffay verfilmt (Die beiden Schwestern und Die schwarze Robe), künstlerische Mitspracherechte blieben ihr dabei jedoch verwehrt.
Im selben Jahr kehrte Iwa Raffay in ihre Heimatstadt Prag zurück, wo sie auch das Ende des Zweiten Weltkriegs erlebte. Als die Vertreibung der Deutschen aus der Tschechoslowakei einsetzte, erwirkte sie zunächst eine Verlängerung ihrer Aufenthaltsbewilligung. Kurz nach dem Februarumsturz und der kommunistischen Machtergreifung stellte sie ein Gesuch zur Auswanderung nach Frankreich, wozu es letztlich aber nicht mehr kam. Iwa Raffay starb Ende August 1948 und wurde auf dem Friedhof Vinohrady beigesetzt.

## Filmografie

### Drehbuch
- 1913: Die Berliner Range
- 1918: Nur ein Schmetterling
- 1918: Wundersam ist das Märchen der Liebe
- 1918: Unter fremden Willen
- 1918: Lejah
- 1918: Tausend und eine Frau
- 1919: Der Hirt von Maria Schnee
- 1919: Die Augen von Jade
- 1922: Das blinde Glück
- 1927: Der Fahnenträger von Sedan
- 1937: Mutterlied (Vorlage)
- 1943: Die beiden Schwestern (Vorlage)
- 1943: Die schwarze Robe (Vorlage)

### Regie
- 1918: Nur ein Schmetterling
- 1918: Weine nicht, Mutter
- 1918: Unter fremden Willen
- 1918: Lejah
- 1918: Tausend und eine Frau
- 1919: Der Hirt von Maria Schnee
- 1919: Die Augen von Jade
- 1921: Das Schicksal der Comtessa Dolores
- 1922: Das blinde Glück

### Schauspiel
- 1919: Die Dienerschaft läßt bitten
- 1919: Sanatorium zum Amor
- 1920: O wär’ er doch ein Suppenhuhn